# 栗沢町
栗沢町（くりさわちょう）は、北海道空知支庁管内南部にあった町。
町名の由来はアイヌ語の「ヤム・オ・ナイ」（栗の多い沢の意）の意訳によるもの。
2006年（平成18年）3月27日に、北村とともに岩見沢市に編入合併された。

## 地理
空知支庁南部に位置する。東西に細長い地形で、西部は平地で東部は山地。
東部にはかつて万字炭山が存在した。
- 山: 幌向岳 (836m)
- 河川: 夕張川
- 湖沼:

### 隣接していた自治体
- 石狩支庁: 江別市
- 空知支庁: 南幌町、長沼町、栗山町、夕張市、三笠市、岩見沢市

## 沿革
- 1890年 和歌山県の山田勢太郎が入植、岡山農場を開設
- 1892年 岩見澤村（現岩見沢市）から分村
- 1897年 栗澤戸長役場設置
- 1906年 二級町村制に伴い、空知郡栗澤村へ改組
- 1909年 一級町村制施行
- 1949年 町制施行に伴い、空知郡栗沢町
- 1954年 昭和天皇、香淳皇后が町内に行幸啓。雄飛ヶ丘グラウンドに奉迎場が設けられた[2]
- 2006年 北村とともに、岩見沢市に編入[1]

## 姉妹都市・提携都市

### 国内
- 香川県長尾町（現・さぬき市）

### 海外
- キャンビー市（アメリカ合衆国、オレゴン州）

## 経済
かつては万字炭山があり、炭鉱が主要産業だった。
現在は炭鉱の衰退により、基幹産業は農業（稲作、畑作）へ転換した。
道央栗沢工業団地が置かれる。

## 教育
- 中学校
  - 栗沢、美流渡
- 小学校
  - 栗沢、美流渡

## 交通

### 鉄道
- 北海道旅客鉄道（JR北海道）
  - 室蘭本線 : 栗丘駅 - 栗沢駅

かつては万字線が通っていたが、現在は廃止されている。
- 美流渡駅 - 万字駅 - 万字炭山駅

### バス
- 北海道中央バス

### 道路
- 一般国道
  - 国道234号
- 都道府県道
  - 北海道道30号三笠栗山線
  - 北海道道38号夕張岩見沢線
  - 北海道道274号栗沢南幌線
  - 北海道道340号栗丘幌向停車場線
  - 北海道道374号栗沢停車場線
  - 北海道道728号中幌向栗沢線
  - 北海道道817号茂世丑最上線
  - 北海道道1129号三笠栗沢線
- 道央自動車道
町域の西端に走っているが、インターチェンジは町域にない。町域には唯一高速バスのバス停「高速栗沢」が設置されている。

## 名所・旧跡・観光スポット・祭事・催事
- 栗沢スポーツ公園
- 来夢21
- 万字炭山森林公園
- 万字温泉
- 農業祭
- 中央公園
- 百年記念塔

## 著名な出身者
- 小平忠[3]（元衆議院議員）
- 岸真紀子（参議院議員）
- 長谷川勝敏（大相撲） 元関脇、引退後停年まで年寄秀ノ山を襲名。